# Francisco Mangabeira
Nota: Se procura o poeta simbolista, consulte Francisco Mangabeira (poeta)
Francisco Mangabeira (Rio de Janeiro, 21 de outubro de 1909—Rio de Janeiro, 19 de março de 1993) foi um advogado brasileiro.
Filho do advogado, jornalista e político baiano João Mangabeira, sobrinho de Francisco Mangabeira, e de Otávio Mangabeira, e primo de segundo grau de Roberto Mangabeira Unger, cursou a Faculdade de Direito da Universidade do Brasil (atual Universidade Federal do Rio de Janeiro), diplomando-se em 1932 e iniciando suas atividades como advogado da Caixa Econômica Federal.
Ao lado de Hercolino Cascardo e Roberto Sisson, entre outros, integrou o diretório nacional da Aliança Nacional Libertadora, criada em 12 de março de 1935. Graças a seu envolvimento com a esquerda, esteve na mira da polícia do Rio de Janeiro logo depois da Revolução de 1930. Foi preso durante a repressão seguida ao levante de 1935.
Em 1945, obteve o título de Doutor em Direito pela Universidade do Brasil, tendo sido professor no mesmo estabelecimento.
Em 17 de janeiro de 1962, foi nomeado pelo presidente João Goulart para presidir a Petrobras.
Foi exonerado pelo presidente João Goulart em 6 de agosto de 1963. Teve seus direitos políticos cassados e foi aposentado de sua cátedra na Universidade do Brasil com base no Ato Institucional 1. Foi demitido, por motivos políticos, de suas funções como procurador da Caixa Econômica Federal. Foi reintegrado a essa instituição após a anistia de 28 de agosto de 1979. Foi professor catedrático de economia política da Faculdade de Ciências Jurídicas do Rio de Janeiro e professor do Instituto Rio Branco.